# Toni Graphia
Toni Graphia est une scénariste et productrice de télévision américaine née en 1960.

## Biographie
En 2006, Toni Graphia a fait son coming out en tant que lesbienne,.

## Filmographie
- China Beach (1989-1990), scénariste
- Docteur Quinn, femme médecin (1993—1995), scénariste
- VR.5 (1995), scénariste
- Orleans (1997), co-productrice déléguée et scénariste
- Texarkana (1998), co-productrice déléguée et scénariste
- Roswell (2000—2001), productrice consultante et scénariste
- La Caravane de l'étrange (2003), scénariste
- Battlestar Galactica (2004—2006), co-productrice déléguée et scénariste
  - Saison 1: Révolution, De chair et de sang
  - Saison 2: Résistance
- Terminator : Les Chroniques de Sarah Connor (2008—2009), co-productrice déléguée
- Mercy Hospital (2009-2010), scénariste
- The Cape (2011), co-productrice déléguée
- Alcatraz (2012), co-productrice déléguée
- Outlander (2014-....), scénariste

## Récompense
- Women's Image Network Awards 2016 : Épisode écrit par une femme : The Devil's Mark d'Outlander